# Confederación Brasileña de Basketball
La Confederación Brasileña de Basketball (CBB) (por sus siglas en portugués Confederaçao Brasileira de Basketball) es el organismo que rige las competiciones de clubes y la Selección nacional de Brasil. Pertenece a la asociación continental FIBA Américas.

## Registros
- 720 Clubes Registrados.
- 36000 Jugadoras Autorizadas
- 96000 Jugadores Autorizados
- 42000 Jugadores NoAutorizados